# Adrian Stokes (pathologiste)
Pour les articles homonymes, voir Adrian Stokes (homonymie) et Stokes.
Adrian Stokes, né le 9 février 1887 à Lausanne et mort le 19 septembre 1927 à Lagos, est un médecin anglo-irlandais, pathologiste, découvreur en 1927 de la preuve de la transmission de la fièvre jaune entre singes. Il meurt en 1927 de la fièvre jaune après l'avoir contractée à la suite de ses recherches.

## Biographie
Il réalise ses études à Dublin, au Trinity College ou il obtient son doctorat en médecine en 1911.
Il sert dans le Royal Army Medical Corps pendant la première guerre mondiale.
En 1920, il visite Lagos pour étudier la fièvre jaune, afin de tester la théorie de Hideyo Noguchi selon laquelle la maladie est transmise par le bacille Leptospira icteroides.
Stokes réussi en 1927 lors de sa seconde visite à prouver la transmission de la maladie entre des singes, sans arriver à prouver la transmission du bacille suggéré par Hideyo Noguchi. À la suite de ses travaux, il contracte la maladie et en meurt en 1927.